# Otto Devrient

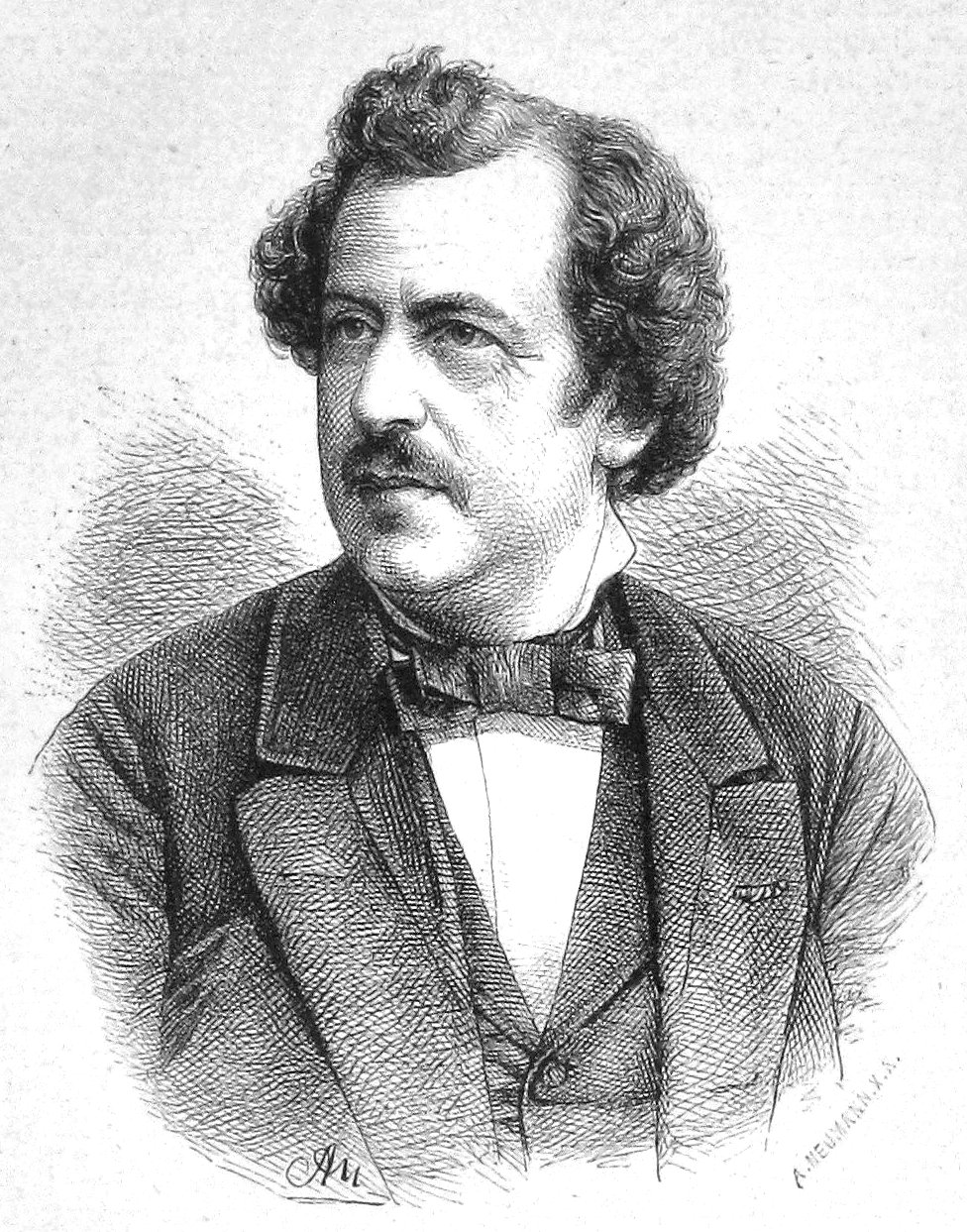
Otto Devrient, vor 1884

Otto Eduard Devrient (* 3. Oktober 1838 in Berlin; † 23. Juni 1894 in Stettin) war ein deutscher Schauspieler und Dramatiker.

## Leben
Otto Devrient war ein Sohn des Schauspielers Philipp Eduard Devrient. Mit 18 Jahren konnte Devrient am Hoftheater Karlsruhe debütieren. Später folgten mehrere Engagements an den Bühnen Stuttgarts, Berlins und Leipzigs.
1863 kehrte Devrient an seine erste Wirkungsstätte zurück, wo er bis 1873 dem Ensemble angehörte. In diesem Jahr wurde er an das Hoftheater nach Weimar als Charakterdarsteller verpflichtet; später wirkte er dort auch als Regisseur.
1876 sorgte Devrient in Weimar mit seiner Inszenierung des gesamten Faust von Johann Wolfgang von Goethe für enormes Aufsehen und konnte diese Aufführung viele Jahre im jährlichen Turnus wiederholen. Devrient nannte seinen Faust ein „Mysterium in zwei Tagewerken“ und veröffentlichte es im darauffolgenden Jahr unter dem Titel Goethes Faust.
1876 zum Oberregisseur des Hoftheaters Mannheim ernannt, wurde Devrient 1877 zum Intendanten des neuen Frankfurter Stadttheaters berufen, sah sich aber im Februar 1879 veranlasst, die Stelle wieder niederzulegen, und lebte darauf, nachdem er auch in Berlin, Köln und Düsseldorf seinen Faust zur Aufführung gebracht hatte, in Jena.
Neben seiner Tätigkeit als Schauspieler und Regisseur sammelte Devrient die Briefe der Schauspieler August Wilhelm Iffland und Friedrich Ludwig Schröder an Friedrich Werdy und veröffentlichte sie mit einem Kommentar.
Im Herbst 1883 erfolgte in Jena zum 400. Geburtstag von Martin Luther die Uraufführung von Devrients Festspiel Luther. Historisches Charakterbild in sieben Abtheilungen (2. Aufl., Leipzig 1884), für dessen jährliche Wiederholung sich eine Gesellschaft bildete. Von der Universität Jena wurde er zum Ehrendoktor ernannt und am 9. November 1883 zum Ehrenbürger von Jena. 1884 übernahm er die Direktion des Hoftheaters zu Oldenburg.
Während eines Aufenthalts in Stettin, wo er sein Stück Gustav Adolf einstudieren wollte, starb Otto Devrient am 23. Juni 1894 im Alter von 55 Jahren an einem Schlaganfall. Er wurde am 28. Juni auf dem Nordfriedhof von Jena von beerdigt.

## Familie
Otto Devrient war mit Marie Devrient, geb. Roman, verheiratet und hatte mehrere Kinder, darunter:
- Hans (1868–1928), Germanist und Theaterwissenschaftler, zeitweise Herausgeber des Archiv für Theatergeschichte
- Ernst (1873–1948),  Historiker und Genealoge
- Klara

## Ehrungen
1927 wurde eine Straße in Jena-West nach Otto Devrient benannt.

## Werke
- Zwei Könige. Geschichtliches Schauspiel in 5 Akten. Hasper, Karlsruhe 1867.
- Zwei Shakespeare-Vorträge. Gehalten zu Gunsten des badischen Frauenvereins. Braun, Karlsruhe 1869.
- Kaiser Rothbart. Ein phantastisches Volksschauspiel in 2 Aufzügen. Braun, Karlsruhe 1871.
- Tiberius Gracchus. Geschichtliches Trauerspiel in 5 Aufzügen. Braun, Karlsruhe 1871.
- Zur Einzugsfeier der Hohen Neuvermählten Ihrer Königlichen Hoheiten des Erbgroßherzogs Karl August und der Frau Erbgroßherzogin Pauline von Sachsen-Weimar-Eisenach. Was wir bieten. Festspiel am 8. September 1873 in einem Aufzuge. Kühn, Weimar 1873.
- Goethe's Faust. Für die Aufführung als Mysterium in zwei Tagewerken. Für die Aufführung als Mysterium in zwei Tagewerken eingerichtet. Braun, Karlsruhe 1877.
- als Herausgeber: Briefe von A. W. Iffland und F. L. Schröder an den Schauspieler Werdy. Rommel, Frankfurt am Main 1881 (Digitalisat)
- als Herausgeber: Freudenspiele am Hofe Herzog Ernst des Frommen von Sachsen-Gotha und Altenburg. Fischer, Jena 1882.
- Luther. Historisches Charakterbild in sieben Abtheilungen. Ein Festspiel zur vierhundertjährigen Geburtstagsfeier Luthers, dargestellt von Bewohnern Jenas. Mauke, Jena 1883.
- Gustav Adolf. Historisches Charakterbild in fünf Aufzügen. Uraufführung am 25. Juni 1891 in Jena.